# Agabus hozgargantae
Agabus hozgargantae је инсект из реда тврдокрилаца (Coleoptera) и породице гњураца (Dytiscidae). 

## Распрострањење
Ареал врсте је ограничен на једну државу. Шпанија је једино познато природно станиште врсте.

## Станиште
Станиште врсте су слатководна подручја. 

## Угроженост
Ова врста се сматра угроженом.